# Castillo de Garcimuñoz
Castillo de Garcimuñoz è un comune spagnolo di 157 abitanti situato nella comunità autonoma di Castiglia-La Mancia.